# B.J. Novak
Benjamin Joseph Manaly "B.J." Novak, född 31 juli 1979 i Newton i Massachusetts, är en amerikansk skådespelare, komiker, författare och regissör.
Han fick sitt stora genombrott och är antagligen mest igenkänd för sin roll som Ryan Howard i den amerikanska versionen av The Office.

## Biografi
Novak föddes i Newton, Massachusetts där han gick på Newton South High School. Han gick i samma klass som sin framtida motspelare John Krasinski (Jim i The Office) och tillsammans skrev de en skolpjäs. De tog examen 1997. 
Han har också en examen från Harvard University och efter sina studier fick han jobb som manusskrivare för komediserien Raising Dad. Han har även arbetat med Ashton Kutchers serie Punk'd.
Novak är bland annat känd för att spela rollen som Ryan Howard i The Office, en serie som han även regisserat, skrivit manus och varit en av de exekutiva producenterna för. Rollen fick han efter att seriens producent Greg Daniels såg honom framträda som stå-uppkomiker. Novak var den första att skriva kontrakt med serien.
Novaks första bok, One More Thing: Stories and Other Stories, gavs ut 4 februari 2014 på förlaget Knopf.
Novak har en nära vänskap med Mindy Kaling, som han träffade genom att skriva för The Office. Han fungerade som konsultproducent för säsong ett av The Mindy Project, och hade även en gästroll. Novak är gudfader till Kalings två barn.

## Filmografi (i urval)

### Film
| År   | Titel                    | Roll                  | Notering            |
| ---- | ------------------------ | --------------------- | ------------------- |
| 2006 | Unaccompanied Minors     | Flygvärd              |                     |
| 2007 | På smällen               | Doktor                |                     |
| 2007 | Vänner för livet         | Mr. Fallon            |                     |
| 2009 | Inglourious Basterds     | Pfc. Smithson Utivich |                     |
| 2011 | Smurfarna                | Baker smurf           | Röstroll            |
| 2012 | The Dictator             |                       | Okrediterad         |
| 2013 | The Internship           | Manlig intervjuare    |                     |
| 2013 | Smurfarna 2              | Baker smurf           | Röstroll            |
| 2013 | Saving Mr. Banks         | Robert B. Sherman     |                     |
| 2014 | The Amazing Spider-Man 2 | Alistair Smythe       |                     |
| 2016 | The Founder              | Harry J. Sonneborn    |                     |
| 2022 | Vengeance                | Ben Manalowitz        | Även regi och manus |

### TV
| År        | Titel                          | Roll        | Notering                          |
| --------- | ------------------------------ | ----------- | --------------------------------- |
| 2003      | Punk'd                         | Fältagent   | 5 avsnitt                         |
| 2004      | Premium Blend                  | Sig själv   | Ståupp komik program              |
| 2005-2013 | The Office                     | Ryan Howard | 166 avsnitt                       |
| 2013-2016 | The Mindy Project              | Jamie       | 5 avsnitt                         |
| 2014      | Community                      | Mr. Egypt   | Avsnitt: "Basic Sandwich"         |
| 2014      | The Newsroom                   | Lucas Pruit | 4 avsnitt                         |
| 2015      | Arthur                         | MC          | Avsnitt: "The Last Day", Röstroll |
| 2016-2018 | Crazy Ex-Girlfriend            | Sig själv   | 2 avsnitt                         |
| 2020      | Home Movie: The Princess Bride | Count Rugen | Avsnitt: "The Fire Swamp"         |
| 2023      | Celebrity Jeopardy!            | Sig själv   | Tävlande                          |

### Som manusförfattare
| År        | Titel             | Notering                 |
| --------- | ----------------- | ------------------------ |
| 2001-2002 | Raising Dad       | 2 avsnitt                |
| 2005-2012 | The Office        | 15 avsnitt               |
| 2013      | The Mindy Project | Avsnitt: "Harry & Sally" |
| 2021      | The Premise       | 5 avsnitt                |

### Som regissör
| År        | Titel                 | Notering              |
| --------- | --------------------- | --------------------- |
| 2009      | The Office: Blackmail | 4 avsnitt, webavsnitt |
| 2009-2012 | The Office            | 5 avsnitt             |
| 2013      | The Mindy Project     | 2 avsnitt             |
| 2021      | The Premise           | 2 avsnitt             |